# 傑爾吉斯

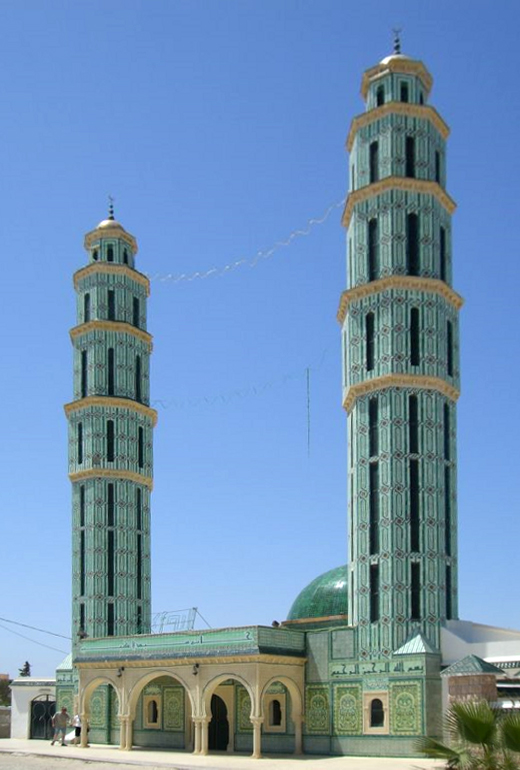

傑爾吉斯（阿拉伯语：‎ gergīs / zerzīsⓘ）是突尼西亞的城鎮，由梅德寧省負責管轄，位於該國東部地中海畔，面積340平方公里，主要經濟活動有旅遊業、漁業和農業，2014年人口75,382。